# Hemibagrus guttatus
Hemibagrus guttatus es una especie de pez de la familia Bagridae en el orden de los Siluriformes.

## Morfología
Los machos pueden llegar alcanzar los 57 cm de longitud total.

## Distribución geográfica
Se encuentra en Laos, Vietnam y sureste de la China (Yunnan).